# Cordillera del Ybytyruzú
La Cordillera del Ybytyruzú (en guaraní: Yvytyrysýi Yvytyrusu) está constituida por una serie de serranías situadas en los departamentos de Guairá y Caazapá de la República del Paraguay. Actualmente, es una de las principales áreas de conservación de la región oriental de Paraguay y alberga tanto el pico más alto del país como también el salto de agua más elevado.
En idioma guaraní, yvyty significa montaña, y rusu significa grande.
La serranía del Yvytyrusu se sitúa a 18 kilómetros al este de la ciudad de Villarrica y a 30 kilómetros de Caazapá. Encierra una serie de cerros de color azul a cuyos pies serpentean varios arroyos cristalinos, siendo el principal el Takuara. 
La región fue declarada área de recursos manejados, por decreto del Poder Ejecutivo en 1990. Es hábitat de raras especies animales y vegetales. Entre tantas bellezas naturales resalta el Salto Suizo, con sus 50m de caída, actualmente aprovechado para el turismo ecológico y de aventura. 
El Parque Nacional del Yvytyrusu es una zona de rincones salvajes, casi intocados.
La cordillera del Yvytyrusu se extiende desde la ciudad de Villarrica del Espíritu Santo hasta el pueblo de Paso Jovái. 
La iniciativa de la creación de una reserva natural en la serranía fue del Centro de Desarrollo Socioeconómico del Guairá, cuyos directivos habían expresado al Gobierno nacional su preocupación en torno a la depredación de los recursos naturales de la más notable elevación del país. Actualmente, admite las antenas de grandes cadenas de televisión en su cúspide como la de NET, SNT, RPC, Telefuturo, Latele, SURTV, Red Guaraní, Paravisión y C9N, que poseen sistemas irradiantes direccionados a ciudades circundantes como Villarrica, Coronel Oviedo y Fassardi.

## Turismo
El Salto Suizo está a 9 kilómetros de la Colonia Independencia, una ciudad muy conocida por sus vinos y desarrollada gracias a los inmigrantes alemanes. Para descubrir este maravilloso salto, primero es necesario tener un espíritu aventurero y buen estado físico para perderse en los "vericuetos" de los caminos que conducen hasta la base del cerro. Se recomienda realizar el laberinto a pie desde la entrada misma, recorrido de 1000 metros que se realiza entre añosos árboles que alcanzan hasta 50 metros de altura, lianas, tacuara y espeso bosque nativo. Hay que hacerlo a pie para no perderse ningún detalle, hasta llegar al rincón paradisíaco.

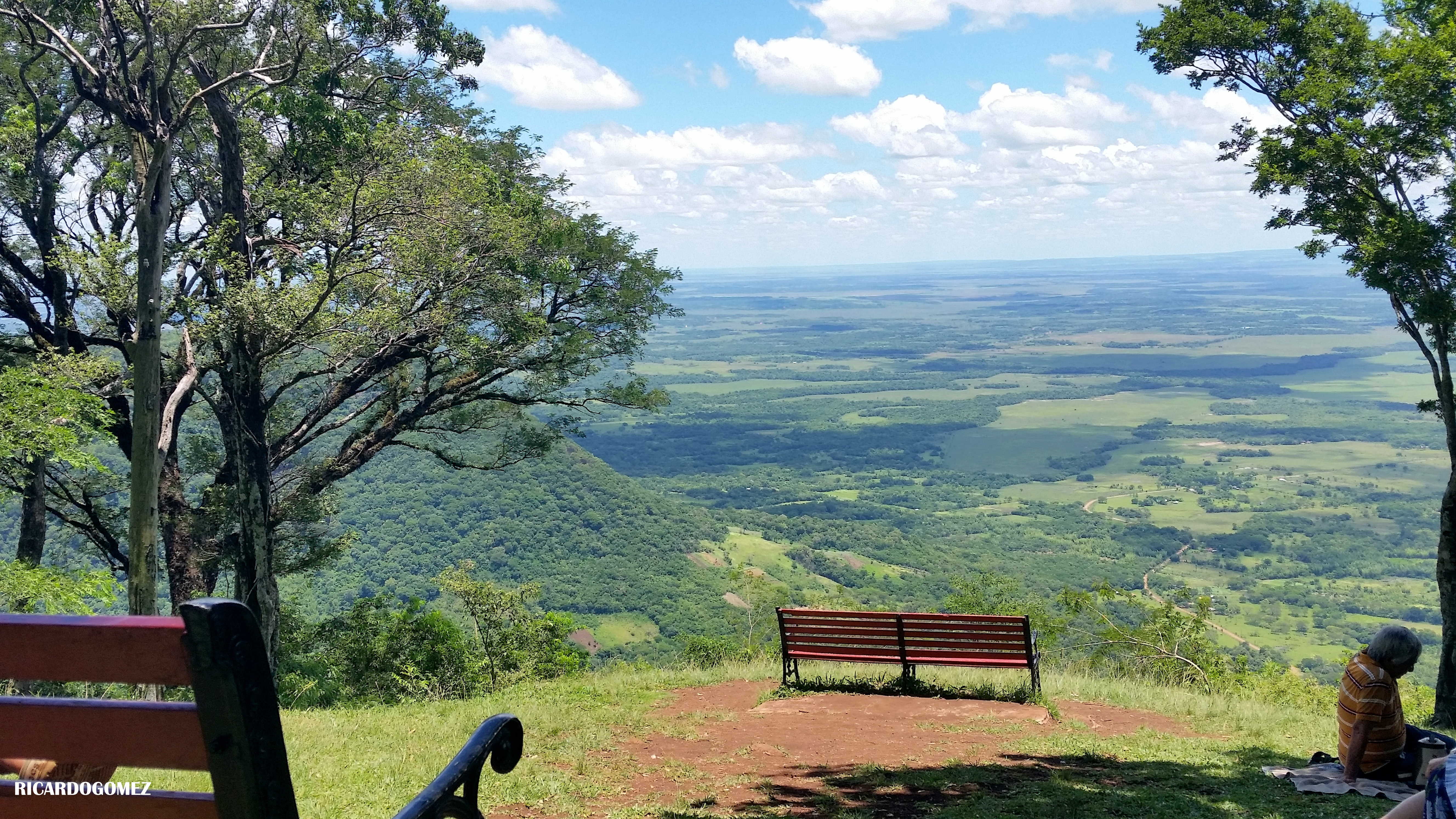
El cerro Akatí forma parte de la cordillera del Yvytyruzú

El chorro de agua que cae desde 50 metros es parecido a una silueta cimbreante por el dominio del viento.
El intenso verde de las praderas que se extienden como sabanas extensas al pie del Yvytyrusu, con árboles nativos como las distintas especies de tajy, kurupa'y y otras especies exóticas. En este bello y majestuoso escenario, nace el arroyo Takuara, otro atractivo turístico de la zona.
Para los que deciden darse una escapada a la zona y disfrutar de un día con la naturaleza, debe llegar hasta la población de Mbokajaty del Guairá, antes de llegar a Villarrica. Si va en vehículo propio, se toma la ruta que va al este; si se mueve en ómnibus, en el mismo desvío se puede abordar los colectivos que realizan servicios hasta Colonia Independencia. Los que quieren quedarse más de un día pueden optar entre el Camping Tacuara, hotel Tiliski o Panorama de la Colonia Independencia.

## Tres Kandu
El Yvytyrusu, no es solo una serranía de gran belleza, sino que reúne a los picos más altos del Paraguay, entre ellos el Cerro Tres Kandu (en idioma guaraní significa: tres colinas), el Cerro Amor y el Cerro Akatĩ (del guaraní: cerro canoso). Es una serranía con una increíble riqueza vegetal y diversidad de fauna, que ostenta actualmente la categoría de Área de Recursos Manejados.

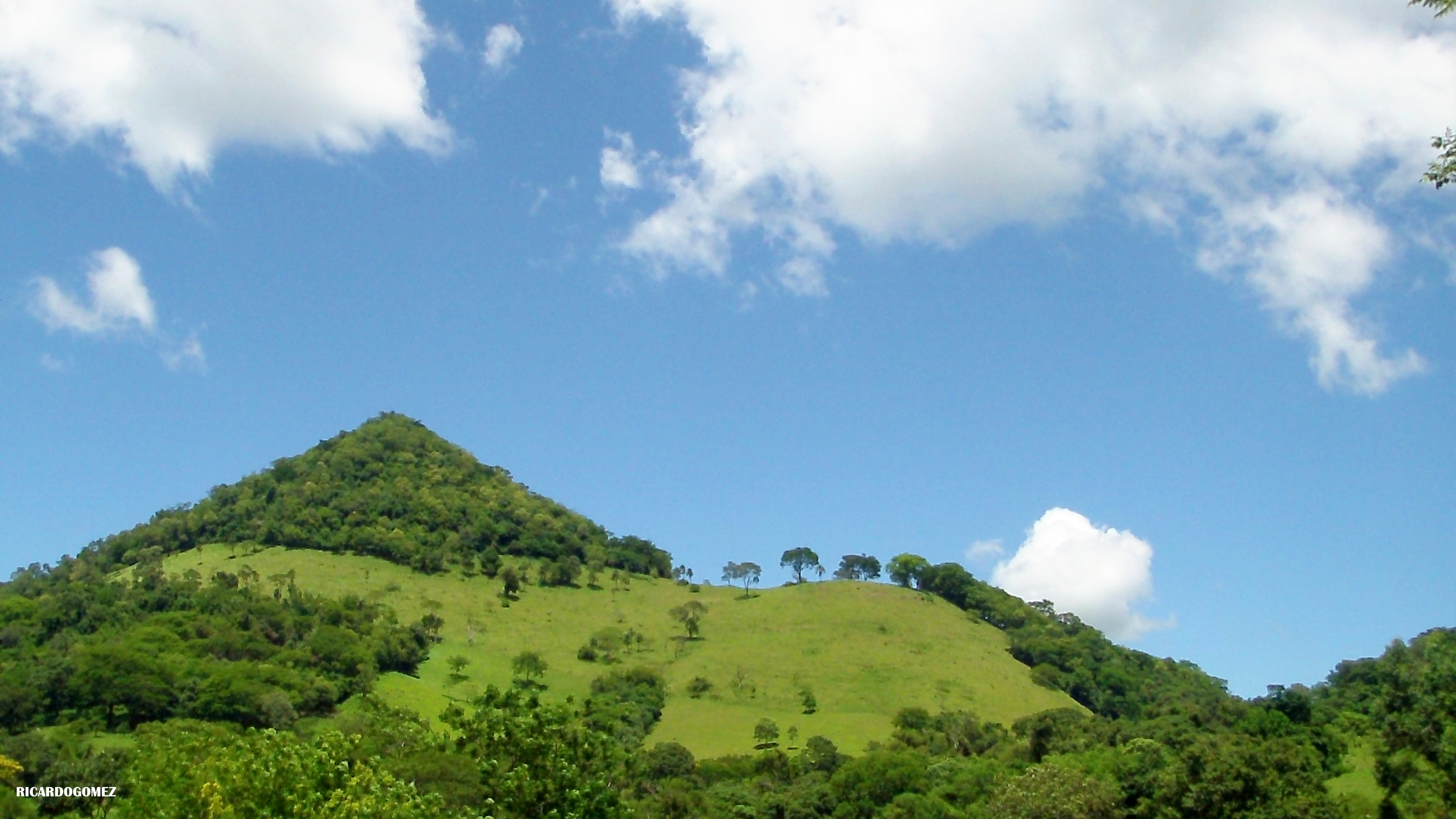
El cerro Akatí, el cual forma parte de la Cordillera de Yvytyrusu

Precisamente el Tres Kandú, con sus empinadas laderas, es un atractivo punto para los deportistas de aventuras, que en frecuentes escaladas alcanzan su cumbre, preferentemente desde el lado que da a la ciudad de General Eugenio A. Garay; se trata de un cerro que fue originalmente hábitat del pueblo aché y en la última era glacial fue el único lugar de la zona donde no desapareció la vegetación.

## Salto Suizo

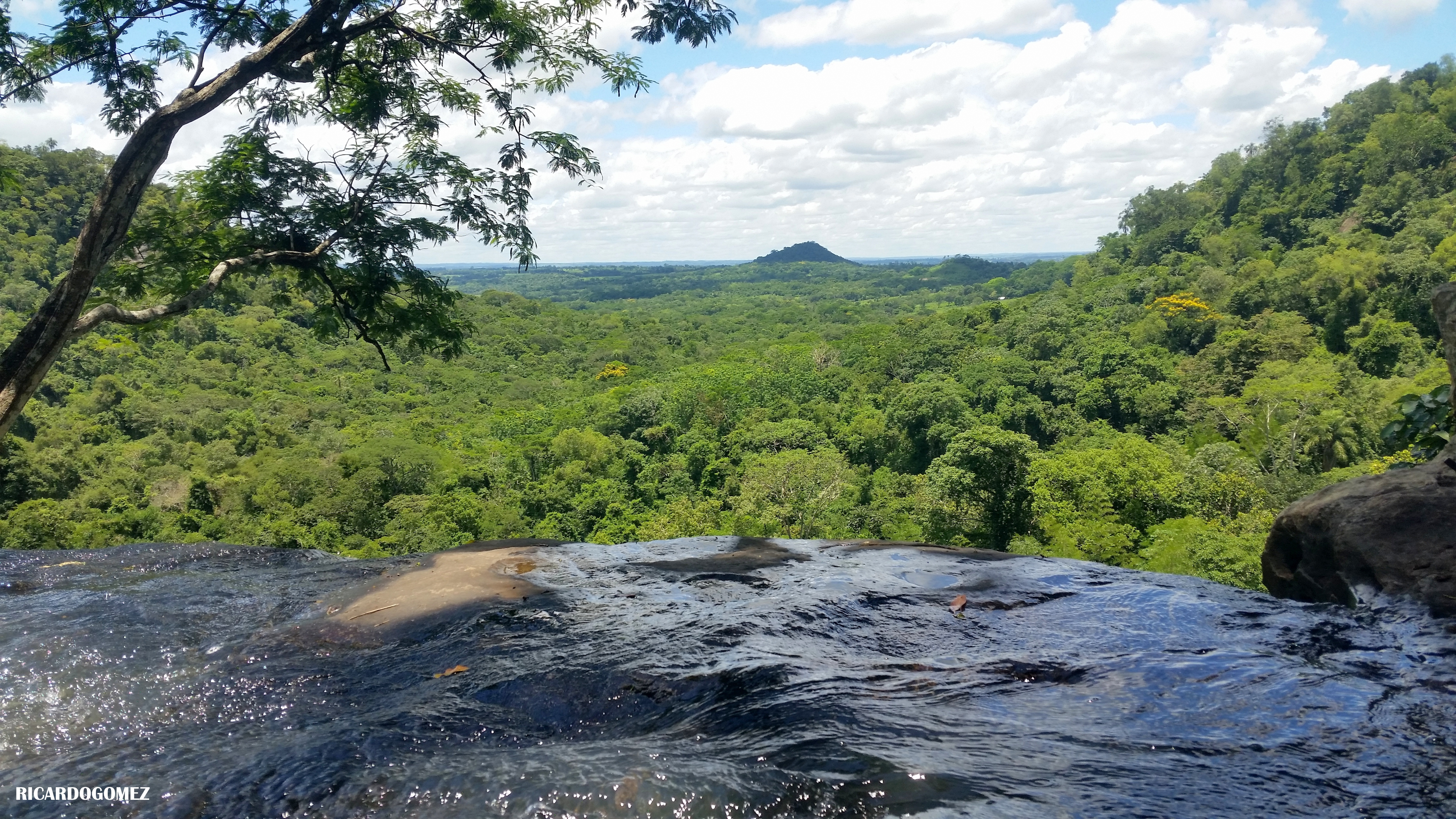
Vista del salto desde la cima

El Yvytyrusu cuenta además con una serie de arroyos y saltos de importancia, entre los que se destacan el salto Suizo, que con sus 62 metros de caída es el más alto del Paraguay, el Salto de la Cantera, el Salto Pa'i, el Salto Rojas y otras cascadas menores; el caudaloso arroyo Tacuara y el arroyo Guasu ofrecen bellos escenarios para los que gustan de la naturaleza.

## Reserva de Recursos Manejados del Yvytyrusu
Creado por Decreto N.º 5.815 del 17 de mayo de 1990, a 174 km de Asunción, caracterizado por su belleza escénica de cerros encadenados.
- Superficie: 30.000 has
- Ubicación geográfica: Departamento: Guairá, Latitud 25º 50´, Longitud 56º 15´
- Ubicación Biogeográfica: (Udvardy), Ecorregión: Selva Central (CDC).

En el área se encuentran nacientes de agua y bambuzales, bosques semicaducifolio y más de 10 arroyos permanentes e intermitentes, además presenta una gran belleza escénica.
Posee una buena diversidad florística que en conjunto ofrece hábitats propicios para la fauna amenazada. Así mismo estudios preliminares desde el punto de vista entomológico. Desde el punto de vista cultural, existen inscripciones rúnicas y numerosos elementos antropológicos.
Desde su creación el área estaba ocupada por agricultores minifundistas y propietarios de áreas mayores. Por lo tanto, el área es muy utilizada por la población local para la implementación de pasturas y agricultura que es cada vez mayoría, así como la extracción de minerales y el uso de arroyos para la recreación y turismo. Otras presiones sobre el área son las cacerías, la destrucción del hábitat y la degradación acelerada de los suelos, así como el avance de la frontera agropecuaria. Todas estas actividades mencionadas se llevan a cabo tanto en el área protegida como en la zona de amortiguamiento. En el área se encuentran asentadas familias en número aún no contabilizado.